# 戴珙
戴珙（1424年—？），字廷璧，河南河南府沔池縣人，軍籍，明朝政治人物。進士出身。

## 生平
景泰元年（1450年）庚午科河南鄉試第九十四名。景泰五年（1454年）甲戌科會試第一百八名，殿試登進士第三甲第一百二十二名。

## 家族
曾祖父戴從善。祖父戴惠。父亲戴振，曾任知縣。